# Петрійчук Світлана Олександрівна
Світлана Олександрівна Петрійчук (нар.. 22 квітня 1980, Бішкек, Киргизька РСР, СРСР) — російський драматург, сценаристка, театральна режисерка та педагог. Лауреатка премії « Золота маска» 2022 року за п'єсу «Фініст ясний сокіл», фігурантка «Театральної справи».

## Життєпис
Світлана Петрійчук народилася 22 квітня 1980 року в Бішкеку Киргизької РСР. Закінчила Вищу школу сценічних мистецтв Костянтина Райкіна (майстерня Ками Гінкаса). Пізніше навчалася у майстерні Михайла Угарова в Театрі.doc.
2018 року вперше взяла участь у фестивалі молодої драматургії «Любимовка» з п'єсою «Вівторок короткий день». У наступні роки Світлана Петрійчук неодноразово ставала переможцем та фіналістом різних конкурсів та фестивалів, серед яких міжнародний конкурс «Ремарка», конкурс-фестиваль «Перша читка» у рамках фестивалю «П'ять вечорів» імені А. М. Володіна, міжнародна лабораторія LARK (Нью-Йорк) та інші.
У 2021 році увійшла до трійки переможців конкурсу « Кульмінація» з п'єсою «Туареги». У 2022 році за п'єсу « Фініст ясний сокіл» отримала театральну премію « Золота маска» в номінації «Найкраща робота драматурга».
Світлана Петрійчук веде освітні курси та майстер-класи з драматургії. Спільно з Олжасом Жанайдаровим читала курс «Драматургія» у Школі-студії МХАТ (майстерня Віктора Рижакова). Вона є авторкою та режисеркою низки ігрових та документальних фільмів.
4 травня 2023 року Петрійчук була затримана поліцією одночасно з режисеркою вистави «Фініст ясний сокіл» Євгенією Берковичем у кримінальній справі за статтею 205.2 Кримінального кодексу РФ «Публічні заклики до здійснення терористичної діяльності, публічне виправдання тероризму або пропаганда тероризму». Суддя Замоскворецького районного суду міста Москви Наталія Чепрасова 5 травня 2023 року винесла рішення про ув'язнення Петрійчук під варту до 4 липня 2023 року. Те саме рішення суддя прийняла щодо Євгенії Беркович.

## П'єси
Оригінальні тексти
- «Фініст Ясний Сокіл»[19][20]
- «У всьому винен Вайнштейн»[21][22]
- «Вівторок короткий день»[23][24]
- «Бджоли вмирають»[25]
- «ЗАТ»
- «Туарег»[13][26]
- «Рисовий відвар»[27][28]
- «Комета Г»[29][30] (за участі Іллі Мотовилова та Івана Льошина)

Адаптації, переклади та інсценування
- «Едіт вміє стріляти і потрапляти» (драматург Рей Паматмат, США)
- «Театр» (за романом Сомерсета Моема)
- «Безіменна зірка» (за п'єсою Михаїла Себастіана)

## Вистави
- 2021 — «Комета Г», реж. Іван Комаров, нижегородський театр «Комедія»[31][32]
- 2021 — «Театр», реж. Володимир Панков, Московський театр «Сучасник»[33][34]
- 2021 — «Безіменная зірка», реж. Олександр Созонов, Московський Губернський театр[35][36]
- 2021 — «У всьому винен Вайнштейн», реж. Айганим Рамазан, театр « ARTіШОК» (Алмати)[37]
- 2021 — «7х7» музейний кібер-театр, реж. Дмитро Гомзяков, Томський обласний краєзнавчий музей[38]
- 2020 — «Фініст Ясний Сокіл», реж. Женя Беркович, театральний проект «Дочки СОСО»[39][40]
- 2020 — «Рисовий відвар», реж. Микита Бетехтін / Мелісса Креспо (американська версія) / Лієна Шмуксте (латвійська версія)[41][42]
- 2019 — «Вівторок короткий день», реж. Олександр Созонов, «Чехів-центр»[43]
- 2019 — «У всьому винен Вайнштейн», реж. Родіон Баришев, Центр театральної майстерності[44]
- 2019 — «Вівторок короткий день», реж. Галина Зальцман, «Маленький театр Олександра Сучкова»

## Фільмографія
- «Як я став росіянином» (телесеріал) — сценаристка[45]
- «Гіддінк, Гус Іванович» (документальний фільм) — сценаристка[46]
- « Зібрання Олімпійських творів» (документальний фільм) — сценаристка[47]
- «Я тут» (повнометражний ігровий фільм) — сценаристка та режисерка[48]
- «Безсоння» (телесеріал) — сценарист і режисер[49][50]
- «Аналық Сезiм» (п/м ігровий фільм) — сценаристка та режисерка[51]